# Сельский туризм в России
Сельский туризм в России включая его подвиды: агротуризм и другие — вид туризма в России, который предполагает временное размещение туристов в сельской местности с целью отдыха и (или) участия в сельскохозяйственных работах без извлечения туристом материальной выгоды
ГОСТ Р 56641-2015 дает следующее определение сельского туризма: «Сельский туризм — деятельность по организации отдыха в сельской местности или в малых городах (при отсутствии промышленных зон и застройки) с предоставлением услуг гостеприимства в частном секторе с возможностью трудового участия, ориентированная на использование природных, культурно-исторических и других ресурсов, традиционных для данной местности». (Приказом Росстандарта от 23 декабря 2019 г. № 1431-СТ настоящий ГОСТ отменен с 23 декабря 2019 г. в связи с утратой актуальности)

## Развитие сельского туризма в России
Сельский туризм — достаточно молодое направление туризма для России и данный вид отдыха пока не имеет среди россиян столь широкого распространения, как за рубежом, где сельский туризм очень популярен. Интерес к нему обусловлен невысокими затратами и большей близостью к природе по сравнению с другими видами отдыха. Данное направление туризма в России был отмечено с середины 1990-х годов, но так как в России, в отличие от стран западной Европы отсутствовало частное фермерство, развитию сельского туризма препятствовало отсутствие индустриальной базы.
В 2014 году Министерством культуры Российской Федерации был выпущен сборник успешных проектов «Сельский туризм в России». Также в 2014 году Фондом содействия развитию сельского хозяйства был разработан и запущен интернет-портал и «Росагротуризм.рф», направленный на содействие формированию единого рынка услуг в сфере сельского туризма и повышению инвестиционной привлекательности российских регионов.
В 2015 году Распоряжением от 2 февраля 2015 года № 151-р была утверждена «Стратегия устойчивого развития сельских территорий до 2030 года», согласно которой сельский туризм признан одним из инструментов территориального развития. Также в 2015 году был принят ГОСТ Р 56641-2015 «Услуги малых средств размещения. Сельские гостевые дома. Общие требования», который определяет понятия и правила организации деятельности сельских гостевых домов (усадеб), к которым могут относиться мини-гостиницы, агротуристические фермы, дома рыбака и охотника, заимки, бунгало и другие малые средства размещения.
В 2016 году Министерство культуры Российской федерации выпустило сборник «Лучшие региональные практики развития сельского туризма». Также в 2016 году экспертами Международного независимого института аграрной политики, под руководством бывшего министра сельского хозяйства Елены Скрынник, разработали проект Концепции развития сельского туризма в России до 2030 года. Концепция ставит задачи оптимизации нормативно-правовой базы, создание единой всероссийской ассоциации сельского туризма, системную подготовку кадров, создание федерального межотраслевого совета по развитию сельского туризма.
В 2018 году в Сыктывкаре прошел всероссийский семинар-конференция по развитию сельского туризма.
По состоянию на 2019 год в 16 субъектах Российской Федерации оказывалась государственная поддержка развитию сельского туризма, в 7 субъектах Российской Федерации «сельский туризм» был введен в региональное законодательство, в 7 субъектах Российской Федерации были разработаны программы по развитию сельского туризма на муниципальном уровне, действовало около 10 тысяч объектов сельского туризма и проводилось более 2 тысяч событийных мероприятий на сельских территориях, действовало 3,5 тысяч гостевых домов в формате сельского туризма, разрабатывалась Программа развития сельского туризма в Российской Федерации до 2025 года.
В 2019 году Распоряжением Правительства Российской Федерации от № 2129-р принята Стратегия развития туризма в Российской Федерации на период до 2035 года, которая направлена на комплексное развитие внутреннего и въездного туризма в Российской Федерации за счет создания условий для формирования и продвижения качественного и конкурентоспособного туристского продукта на внутреннем и международном туристских рынках. В данной стратегии указано, что в рамках реализации государственной политики по стимулированию спроса на услуги туризма для граждан Российской Федерации в том числе необходимо обеспечить развитие сельского туризма.
Также в 2019 году в Государственную думу Российской Федерации был внесён проекта закона о развитии агротуризма. Законопроект предлагает внести в законодательство о туристской деятельности в России определение сельского туризма, принцип двойного регулирования данной сферы Министерством экономического развития и Министерством сельского хозяйства и государственную поддержку агротуризма. Данный законопроект был поддержан Общественной палатой Российской Федерации.

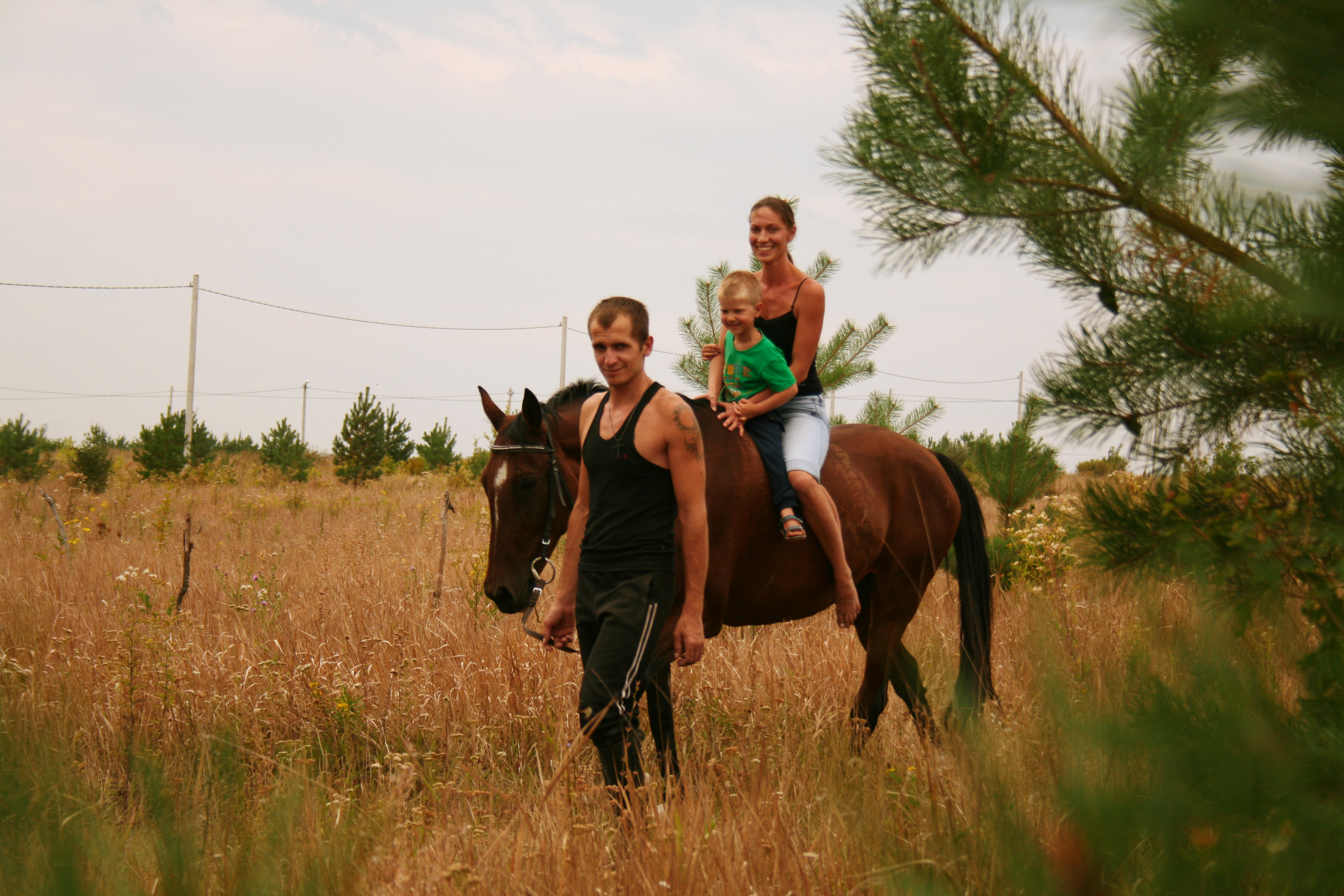
Катание на лошади в родовом экопоселении «Кореньские родники».
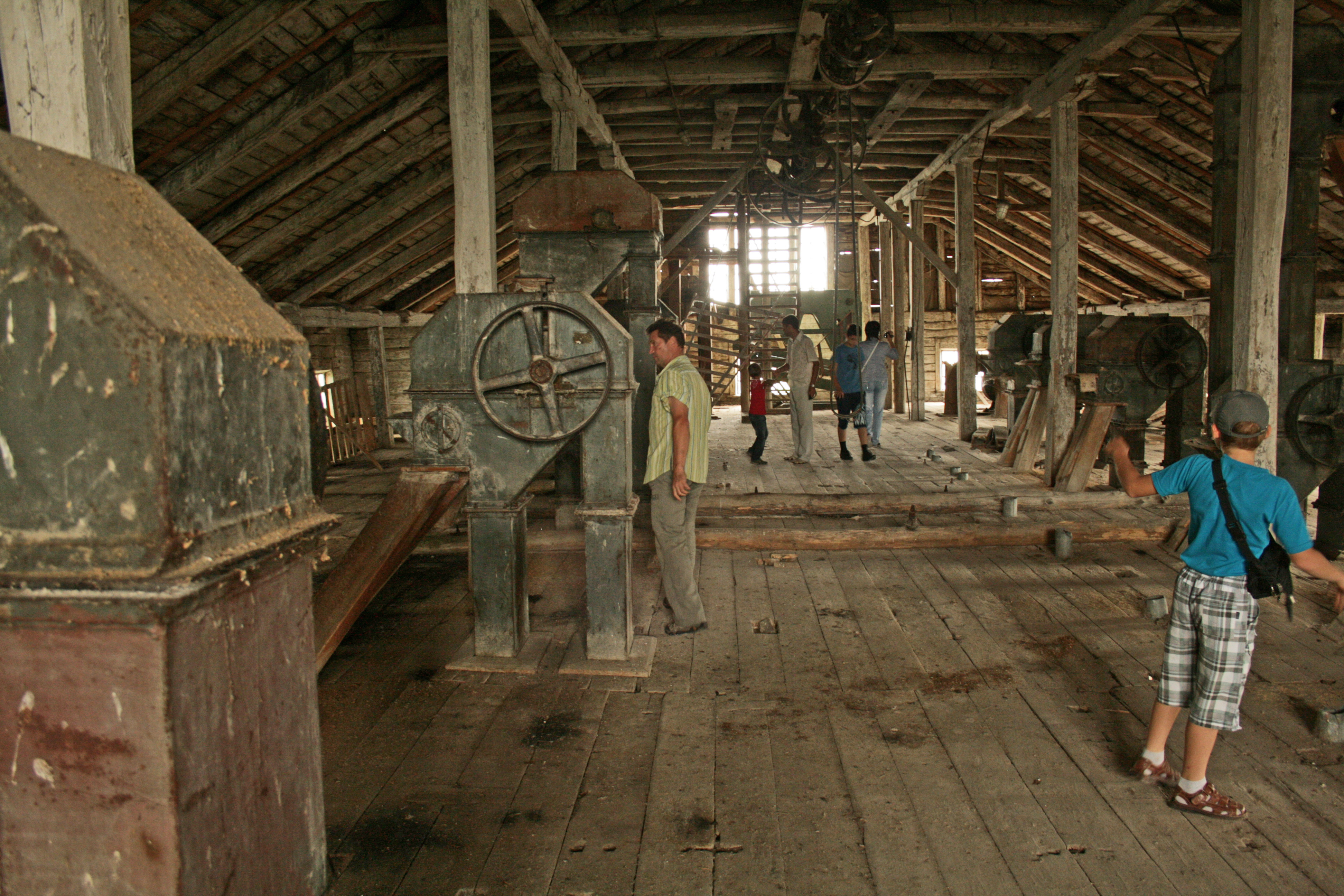
Мельница Баркова
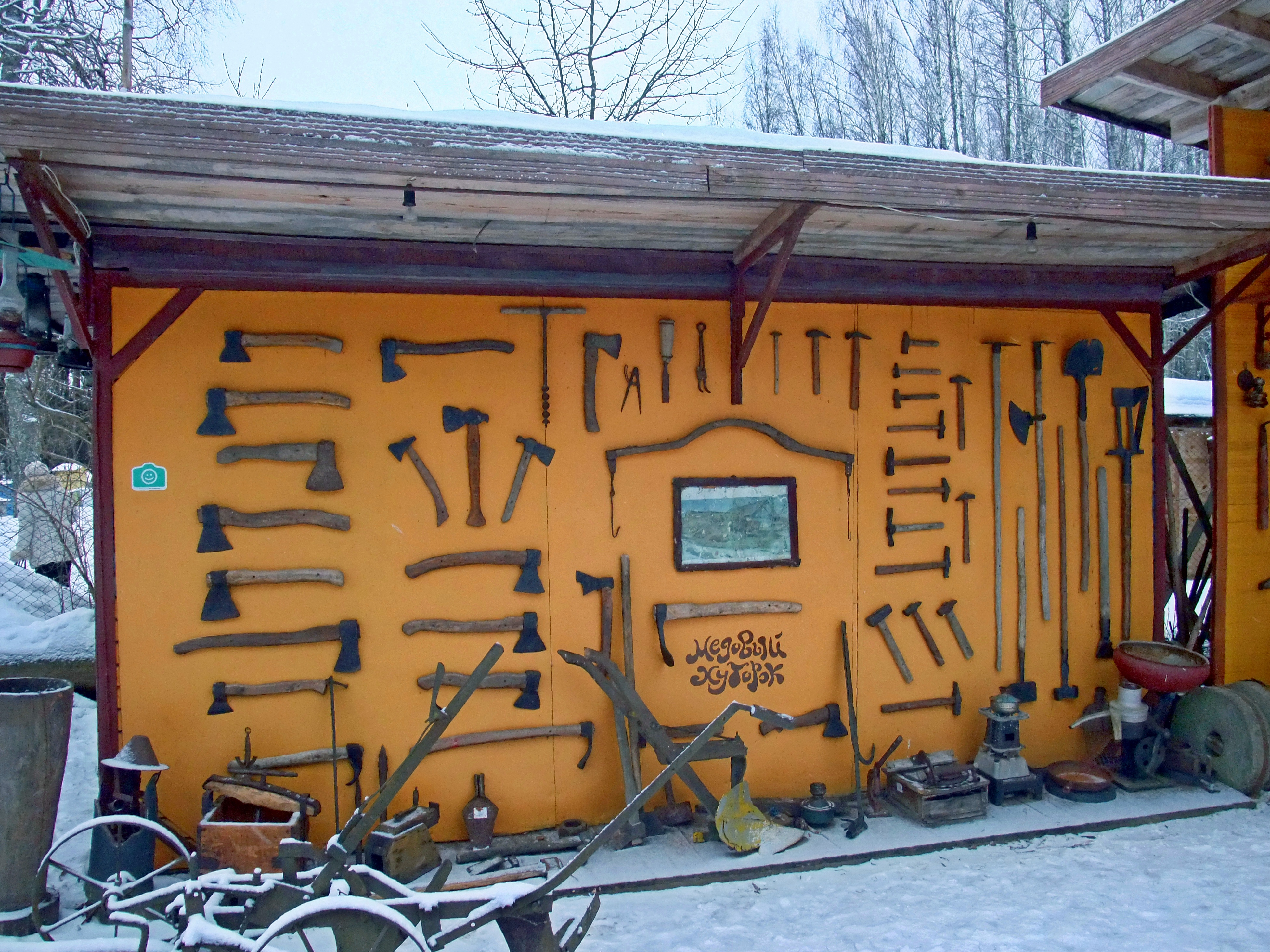
Медовый хуторок. Музей крестьянского быта
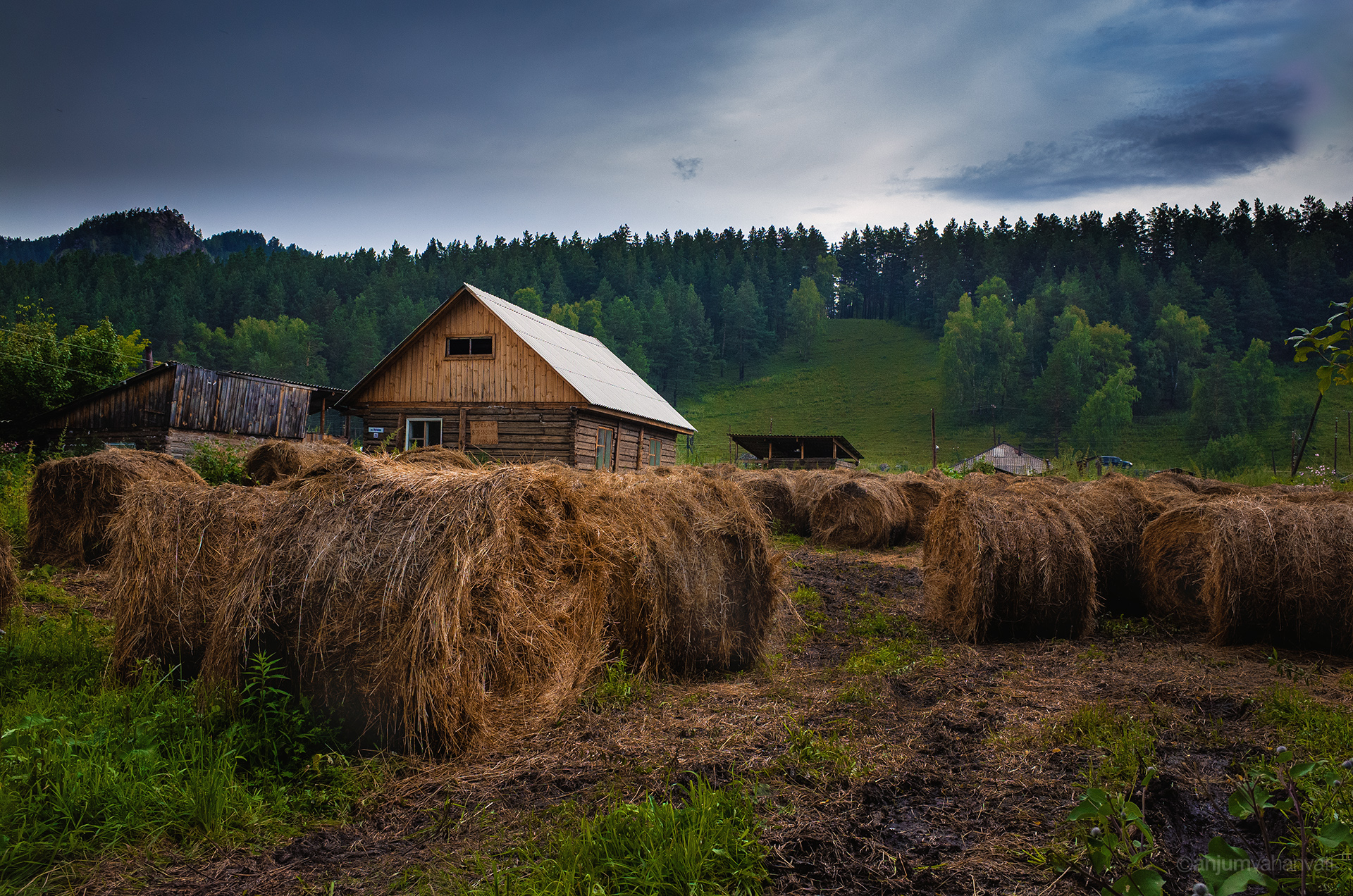
Сельский дом в Алтайском крае

## Образование в области сельского туризма
В России подготовку специалистов в области сельского туризма осуществляют ряд высших учебных заведений. С 2006 года ФГБОУ ДПО «Федеральный центр сельскохозяйственного консультирования и переподготовки кадров АПК» проводится обучение по программам повышения квалификации: «Менеджмент сельского туризма» и «Специалист по аграрному туризму». В 2010 году в Российском государственном аграрном университете — МСХА имени К. А. Тимирязева была создана кафедра «Аграрного туризма». В 2015 году в ФГБОУ ВО «Волгоградский ГАУ» на факультете «Сервис и туризм» была создана кафедра «Агротуризм и региональное краеведение». Управлением дополнительного образования и профориентационной работы ФГБОУ ВО «Ивановская государственная сельскохозяйственная академия имени Д. К. Беляева» реализуется программа профессиональной переподготовки «Менеджер гостевого дома». На базе ФГБОУ ДПО «Кировский институт агробизнеса и кадрового обеспечения» ежемесячно организована подготовка специалистов в области сельского туризма в рамках семинара-практикума «Организация бизнеса в сфере сельского туризма». В ФГБОУ ВПО «Ставропольский государственный аграрный университет» на факультете социально-культурного сервиса и туризма проводится подготовка кадров для развития сельского туризма.

## Сельский туризм в России по регионам
Сельский туризм активно развивается в Алтайском крае, Краснодарском крае, Калининградской, Ленинградской и Псковской областях, Башкортостане, Карелии, Бурятии, республике Алтай, Татарстане, Архангельской, Астраханской, Белгородской, Вологодской, Воронежской, Ивановской, Калужской, Нижегородской, Новгородской, Рязанской, Тамбовской, Тульской и Ярославской областях.

Белгородская область:
Белгородская область лидирует по количеству объектов сельского туризма. Отделом сельского туризма Волоконовского района разработан маршрут байдарочного сплава по реке Оскол с посещением мельницы Баркова.

Дагестан:
Ряд форелевых хозяйств Дагестана на реке Сулак принимают туристов с возможностью попробовать блюда из свежей форели и порыбачить. Понтонно-садковое хозяйство «100 прудов-1», расположенном в акватории Миатлинского водохранилища у селения Зубутли, принимает до 50 туристов в выходные дни, в том числе отдыхающих из Германии, Франции, Польши, Чехии и центральных регионов России. В хозяйстве построен плавучий гостевой дом на 40 человек, проводятся сборы борцов и дзюдоистов. В форелевом хозяйстве СПК «Источник» в селении Миатли Кизилюртовского района туристы могут познакомиться с процессом выращивания форели и копчения разных видов рыб.

Коми:
В 2017 году во время Санкт-Петербургского культурного форума республику Коми выделили в качестве передового региона по развитию сельского туризма. Издан иллюстрированный каталог «Сельский туризм в Республике Коми», содержащий информацию о 70 гостевых домах, базах отдыха, крестьянско-фермерских хозяйствах, этнопарках.

Краснодарский край:
В 2017 году при содействии министерства курортов Краснодарского края для развития и популяризация аграрного туризма была создана Ассоциация агротуризма, которая призвана координировать предпринимательскую деятельность и защищать интересы членов ассоциации. Также в 2017 году министерством курортов Краснодарского края организована «Школа Агротуризма». В Краснодарском крае по состоянию на 2018 год действовало свыше 100 объектов аграрного туризма, большинство из которых представляли собой многофункциональные предприятия, оказывающие услуги по нескольким направлениям сельского туризма. Ключевые направления — конные прогулки, рыбалка, винные и чайные туры, пасеки, разведение сельскохозяйственных животных.

Московская область:
Основу агротуризма в Московской области составляет природный потенциал, включающий в себя лесные и водные ресурсы области. Лесные ресурсы, в основном, сосредоточены в Одинцовском, Дмитровском, Сергиево-Посадском, Можайском, Клинском и Талдомском районах. Водные ресурсы — в Можайском, Талдомском, Мытищинском, Каширском, Озерском и Истринском районах.
Наиболее известные агротуристские комплексы в Московской области: «Кузнецово» (д. Кузнецово, Клинский район), ферма Дмитрия Климова и Андрея Овчинникова (д. Курово, Истринский район), ферма «Лесная цесарка» (п. Лунево, Солнечногорский район), фермерское хозяйство «Машенька» (д. Плотихино, Сергиево-Посадский район), экоферма «Коновалово» (д. Степаньково, Шаховской район), крестьянско-фермерское хозяйство «Ольгино» (с. Федцово, Волоколамский район).
Среди основных направлений сельского туризма в Московской области: верховая езда, охотничьи и рыболовные туры на базе хозяйств и рыбоводческих организаций Московской области, экскурсий для детей и взрослых в крестьянских фермерских хозяйствах и личных подсобных хозяйствах, туры в сельскую местность с проживанием в гостевых домах и на базах отдыха, дегустация традиционных блюд, участие в сельскохозяйственных работах и обучение ремеслу.

Псковская область:
В Псковской области популярностью у тиристов пользуется деревня, в которой функционирует баня вместимостью 30 человек, в том числе и у иностранных туристические групп, посещающих деревню по дороге из Санкт-Петербурга в Москву.

Ставропольский край:
Ставропольский край имеет высокий уровень развития сельского хозяйства. Ряд малых и крупных частных компаний диверсифицируют свою деятельность за счет расширения не сельскохозяйственного сегмента и создают разнообразные виды туристские продукты в сегменте сельского отдыха, обустраивая усадьбы, гостиницы, фермы и оказывая услуги по приему туристов.
Всего сельский туризм получил развитие в 17 районах Ставропольского края из 26 и 1 городе, что составляет в половину поселений региона. Имеется тенденция территориальной локализации сельского туризма в Ставропольском крае в пределах основных четырёх районов, в которых сконцентрировано 50 % объектов сельского туризма. Наиболее высокая концентрация объектов сельского туризма наблюдается в Шпаковском (22 %), в Предгорном (12 %), Изобильненском муниципальных районах и на территории Ставрополя (8 %). На территории Труновского, Новоселицкого и Буденновского муниципальных районов расположено по 6 % объектов сельского туризма, в остальных районах — от 2 до 4 % объектов.
Функциональная структура объектов сельского туризма в Ставропольском крае представлена разноплановыми объектами. Большинство из них являются базами отдыха, в которых туристам предлагаются комплексные услуги размещения, питания, активного отдыха, спортивные и иные услуги. Вторыми по количеству являются винные заводы — специализированные сельскохозяйственные предприятия, которые проводят экскурсии и дегустацию продукции. Также развиты объекты конного, зелёного, охотничьего, рыболовного и фермерского туризма.
На объектах сельского туризма в Ставропольском края можно встретить одних из лучших в стране скаковых лошадей. Так на Ставропольском конном заводе № 170 разводят лошадей чистокровных пород — Ахалтекинской и английской. ЗАО «Терский племенной конный завод № 169» крупнейшее в России предприятие по разведению чистокровных арабских лошадей, где к услугам туристов прокат лошадей, а также ежегодные региональные и международные конноспортивные мероприятия. В Апанасенковском муниципальном районе туристы могут ознакомиться с разведением тонкорунных овец. В Предгорном муниципальном районе племенной завод «Форелевый» предлагает услуги рыболовных туров и познавательных экскурсий. Также имеется возможность посетить зональную опытную станцию по птицеводству Россельхозакадемии «Индейка Ставрополья», перепелиную и страусиные (Курский и Предгорный муниципальные районы) фермы, пасеку Крупельницких (Александровский муниципальный район), бахчу (Грачёвский муниципальный район).

Ярославская область:
В Ярославской области в некоторых деревнях посетители получают мастер-класс по народным промыслам. В Угличе организовано более 30 частных музеев — кукол, водки, чайников.

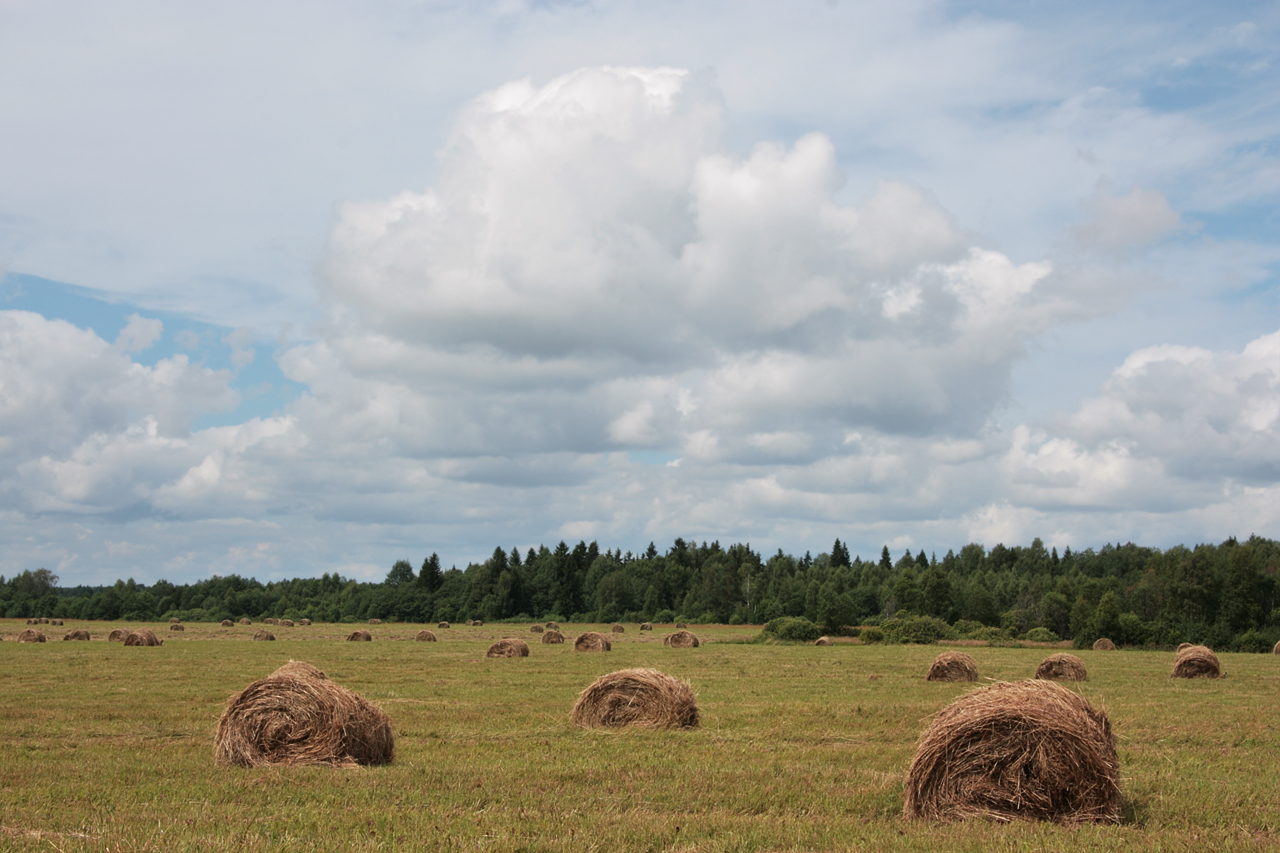
Стоги в Ярославской области
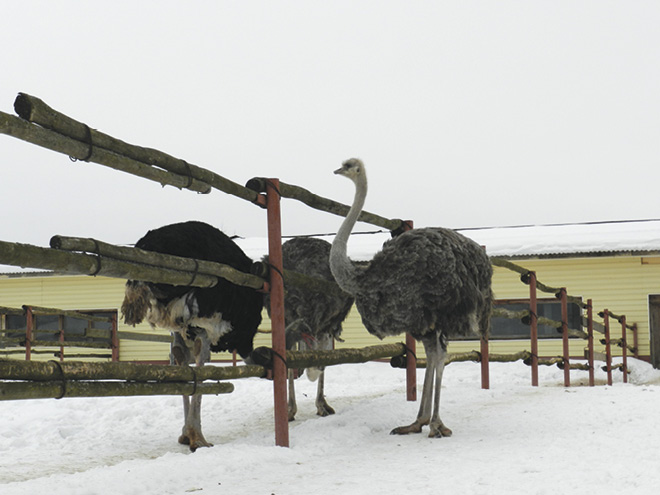
Страусиная ферма в Московской области
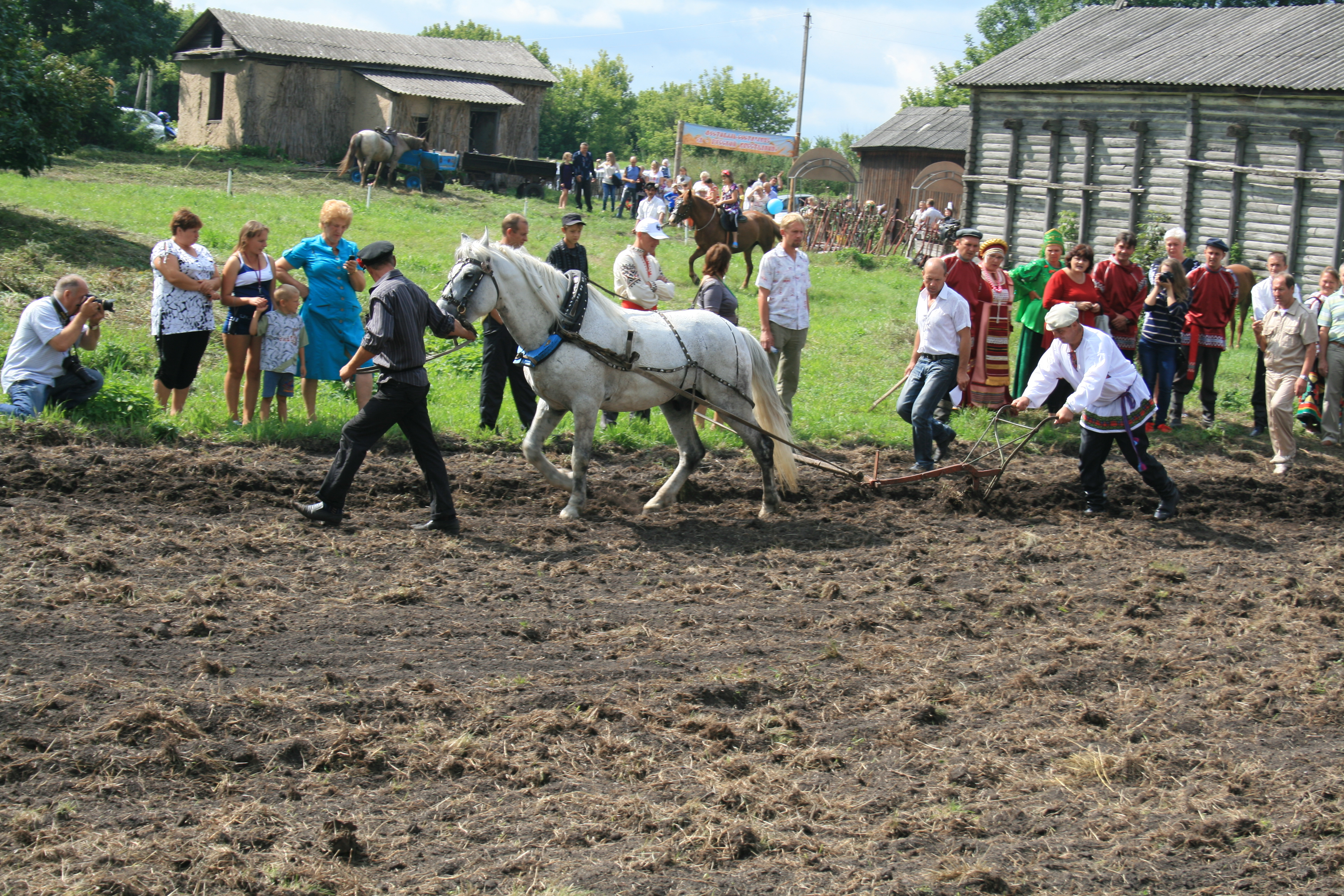
Фестиваль «Я — русский крестьянин». Конкурс «Пахота за лошадью». Белгородская область
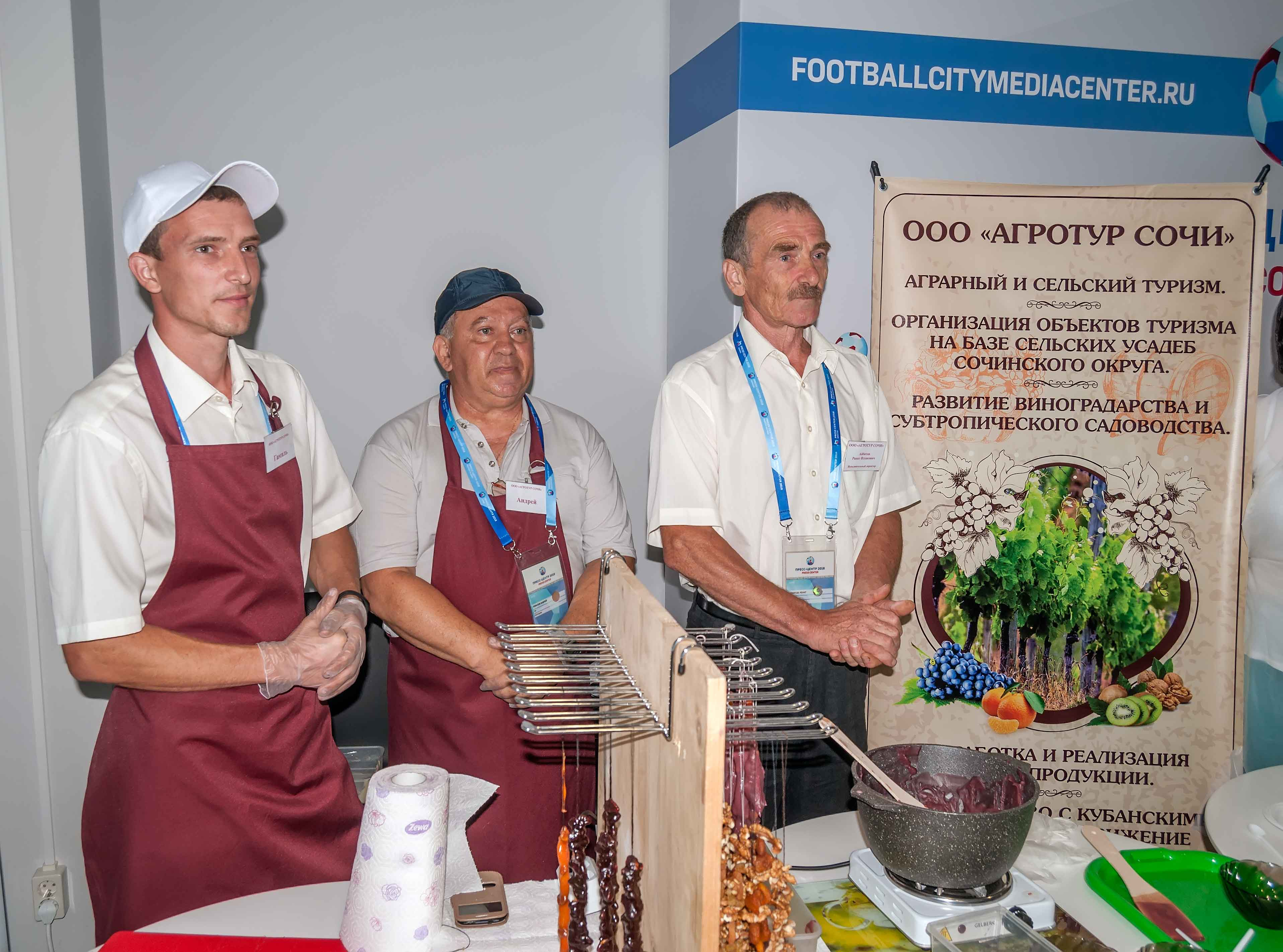
Презентация проекта «Усадьба виноградаря» в городском пресс-центре Сочи